# Exsudation (Pflanze)
Exsudation (lateinisch exsudare, deutsch ‚ausschwitzen, abfließen‘, englisch exudation), gelegentlich auch Wurzelexudation bezeichnet in der Pflanzenphysiologie in einigen Fällen die Ausscheidung von Substanzen aus einer Pflanze; das abgegebene Material heißt Exsudat. Der Begriff ist nicht für alle Exkretions- und Sekretionsvorgänge üblich.
Insbesondere in der Ökologie gebraucht man den Begriff Exsudation für die diffusive Ausscheidung von Monosacchariden, Aminosäuren und anderen kleinmolekularen organischen Verbindungen. Die Organismen des Phytoplanktons exsudieren bis zur Hälfte der photosynthetisch gebildeten Verbindungen und beeinflussen damit das sie umgebende Wasser. Bei höheren Pflanzen erfolgt die Abgabe solcher Substanzen in die Umgebung über die Wurzeln, womit sie Teil der Rhizodeposition sind. Sie entfalten in der Rhizosphäre verschiedene Wirkungen, so können sie benachbarte Pflanzen allelopathisch beeinträchtigen, durch Mikroorganismen genutzt werden usw.
Darüber hinaus werden auch Gummen oder Kino, welche aus Verletzungen der Rinde und anderer Pflanzenteile austreten, als Exsudate bezeichnet.
Pflanzenwurzeln scheiden in Abhängigkeit ihrer Art und Konzentration von der Pflanzenart, vom Alter und dem Entwicklungs- und Ernährungszustand der Pflanze sowie den Boden- und Umweltbedingungen eine Unzahl an Stoffen aus, die in der Pflanze vorhanden sind: diverse Zuckerarten, Aminosäuren, organische Säuren, Proteine, Wuchsstoffe, Wuchshemmer und andere. Die Exsudate dienen der in der Rhizosphäre lebenden Mikrofauna als Nahrung, die Pflanzen profitieren in Symbiose von den Ausscheidungen dieser Tierchen, Mikroben und Bakterien, beispielsweise von den   stickstoffbindenden Knöllchenbakterien.
In Exsudaten wurden festgestellt: alle 20 Aminosäuren, 21 organische Säuren und anorganische Säuren, 15 Ligninkomponenten, 11 Zuckerstoffe, 6 Allomone (Botenstoffe), 5 Glucosinolate, 4 Fettsäuren sowie diverse Phenole sowie Schleimstoffe, Proteine und Enzyme. Die Wurzelhaare sondern das Enzym Phytase ab, dadurch werden Phosphor-Phytat-Komplexe  in leicht lösliche anorganische Phosphor-Verbindungen umgewandelt.